# 기계식 계산기

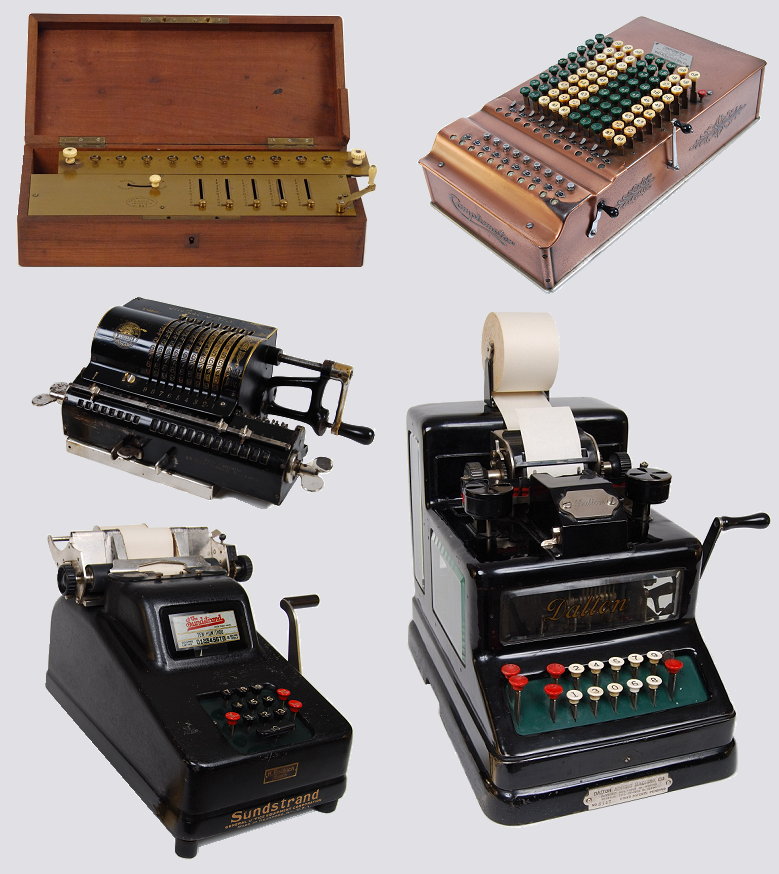
1851년부터 사무실에서 사용된 다양한 데스크톱 기계식 계산기. 각각은 서로 다른 사용자 인터페이스를 가지고 있다. 이 그림은 왼쪽 상단부터 시계 방향으로 다음과 같이 표시된다: 산술계, 컴토미터, 달턴 가산기, 선드스트랜드, 오드너 산술계.

기계식 계산기(Mechanical calculator) 또는 계산 기계는 산술의 기본 작업을 자동으로 수행하거나 (역사적으로) 아날로그 컴퓨터 또는 계산자와 같은 시뮬레이션을 수행하는 데 사용되는 기계 장치이다. 대부분의 기계식 계산기는 크기가 소형 데스크톱 컴퓨터와 비슷했으며 전자 계산기와 디지털 컴퓨터의 출현으로 더 이상 쓸모가 없게 되었다.
1623년 빌헬름 시카르트(Wilhelm Schickard)가 남긴 기록에 따르면 그가 계산을 기계화하려는 최초의 현대적 시도를 설계하고 구축했다는 사실이 밝혀졌다. 그의 기계는 두 가지 기술 세트로 구성되었다. 첫 번째는 6년 전인 1617년에 처음 기술된 곱셈과 나눗셈을 단순화하기 위한 네이피어의 뼈로 만든 주판이었고, 기계적인 부분에는 덧셈과 뺄셈을 수행하기 위한 다이얼식 보수계가 있었다. 생존해 있는 참고문헌에 대한 연구에 따르면 동일한 다이얼에 몇 번 입력하면 기계가 작동하지 않게 되고 캐리가 몇 자리(예: 999에 1을 더하는 것과 같이)에 걸쳐 전파되어야 하면 손상될 수 있다는 것을 보여준다. 시카르트는 1624년에 그의 프로젝트를 포기했고 11년 후인 1635년에 그가 죽을 때까지 다시는 언급하지 않았다.
시카르트의 시도가 실패했다고 추정되는 지 20년 후인 1642년 블레즈 파스칼은 기계식 계산기를 발명하여 이러한 특정 문제를 결정적으로 해결했다. 루앙에서 세금 징수원으로 일하는 아버지의 일에 동참한 파스칼은 필요한 많은 양의 지루한 산술을 돕기 위해 계산기를 설계했다. 그것은 파스칼 계산기 또는 파스칼린이라고 불렸다.
1672년에 고트프리트 빌헬름 라이프니츠는 계단형 계산기(Stepped Reckoner)라고 불리는 완전히 새로운 기계를 설계하기 시작했다. 라이프니츠 바퀴(Leibniz Wheel)가 제작하고 이름을 딴 계단형 드럼을 사용하는 이 계산기는 최초의 2동작 계산기였으며, 최초의 커서(첫 번째 피연산자의 메모리 생성)를 사용한 최초의 이동식 캐리지였다. 라이프니츠는 1694년에 하나, 1706년에 하나, 이렇게 두 개의 계단형 계산기를 만들었다. 라이프니츠 바퀴는 200년 동안 많은 계산 기계에 사용되었으며, 1970년대 중반 전자 계산기가 출현할 때까지 커타(Curta) 휴대용 계산기와 함께 1970년대까지 사용되었다. 라이프니츠는 바람개비 계산기의 아이디어를 최초로 홍보한 사람이기도 하다.
최초로 상업적으로 성공한 기계인 토마스의 산술계는 200년 후인 1851년에 제조되었다. 이는 사무실 환경에서 매일 사용할 수 있을 만큼 충분히 강력하고 신뢰할 수 있는 최초의 기계식 계산기였다. 1890년에 보다 성공적인 오드너(Odhner) 산술계가 산업적으로 생산될 때까지 40년 동안 산술계는 판매 가능한 유일한 기계식 계산기였다.
1887년에 소개된 검침계는 각 숫자에 대해 9개의 키(1~9) 열로 구성된 키보드를 사용한 최초의 기계였다. 1902년에 제조된 달턴(Dalton) 가산기는 10개의 키 키보드를 갖춘 최초의 기계였다. 전동기는 1901년부터 일부 기계식 계산기에 사용되었다. 1961년 섬록 컴토미터(Sumlock comptometer Ltd.)의 아니타 마크 VII(Anita Mk VII)인 컴토미터 유형 기계가 전자식 계산기 엔진을 탑재한 최초의 데스크톱 기계식 계산기가 되었으며, 이들 사이의 연결을 만들었다. 두 산업이 쇠퇴하기 시작했다. 기계식 계산기의 생산은 1970년대 중반에 중단되었고, 120년 동안 지속되었던 산업이 문을 닫았다.
찰스 배비지는 두 가지 새로운 종류의 기계식 계산기를 설계했다. 이 계산기는 너무 커서 작동하려면 증기기관의 힘이 필요했고, 너무 정교해서 평생 만들 수 없었다. 첫 번째는 자동 기계식 계산기, 즉 수학 테이블을 자동으로 계산하고 인쇄할 수 있는 차분 엔진이었다. 1855년에 게오르그 슈츠(Georg Scheutz)는 소수의 설계자 중 최초로 자신의 차분 기관의 더 작고 단순한 모델을 만드는 데 성공했다. 두 번째는 배비지가 1834년에 설계하기 시작한 분석 엔진인 프로그래밍 가능한 기계식 계산기였다. "2년이 채 안 되어 그는 현대 컴퓨터의 많은 주요 기능을 스케치했다. 중요한 단계는 Jacquard 직기에서 파생된 펀치 카드 시스템을 채택한 것이다." 1937년에 하워드 에이컨은 분석 엔진의 아키텍처를 기반으로 한 최초의 기계인 ASCC/마크 I을 설계하고 구축하도록 IBM을 설득했다. 기계가 완성되자 어떤 사람들은 "배비지의 꿈이 이루어졌다"고 환호했다.

## 같이 보기
- 주판
- 계산기
- 컴퓨터의 역사